# The Homewood

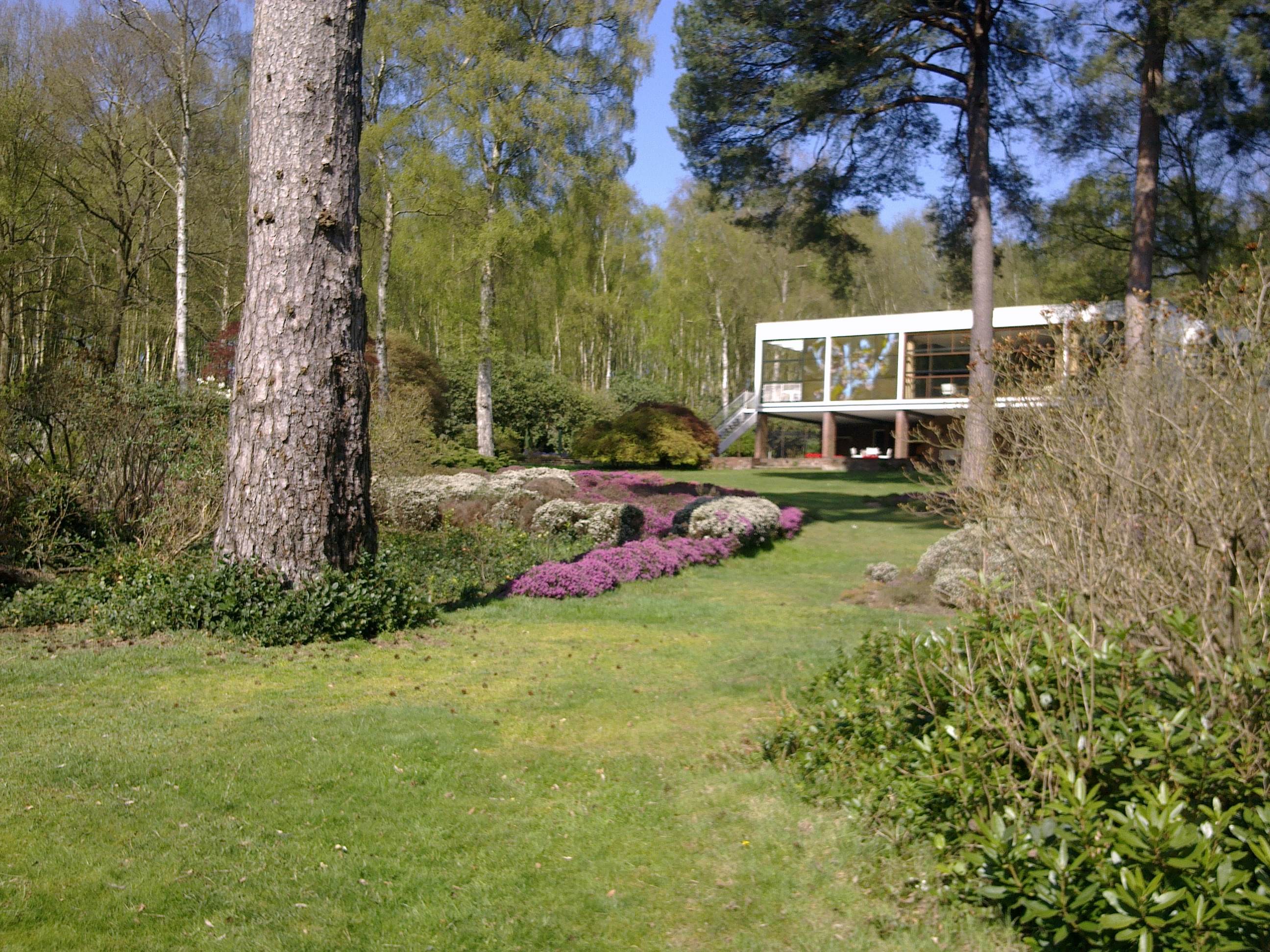
The Homewood met tuin

Het Homewood is een modern, functionalistisch huis in Esher, Surrey, Engeland, ontworpen door architect Patrick Gwynne (geboren in Portchester, Hampshire in 1913).
Homewood diende gedurende meer dan zes decennia als levend portfolio voor de klanten en studenten van Gwynne. Zowel de architectuur als de ontwerpen voor het interieur en de tuin kwamen volledig tot hun recht aangezien Patrick de volledige controle had over zowel het ontwerp, de inrichting als de afwerking van het geheel.

## Ontwerp en bouw
De 24-jarige Patrick haalde zijn ouders in 1937 over om het oorspronkelijke victoriaanse huis "The Homewood", gelegen aan de Portsmouth Road (de A307) te laten slopen en hem een nieuw huis te laten ontwerpen voor het gezin dat bestond uit zijn ouders, zijn zus Noreen (Babs) en hem zelf. Door de sloop van het oude huis ontstond er op het terrein ruimte voor een in die tijd in Engeland zeer moderne villa van beton, geplaatst op gemetselde palen. Aangezien elk lid van het gezin een auto bezat voorzag de parkeerplaats onder de woning in ruimte voor vier auto's. De familie verkocht onroerend goed in Wales om het project, dat 10.000 pond kostte, te bekostigen. De villa kwam gereed in 1938.

## Geschiedenis
Het gezin kon slechts kort genieten van het nieuwe huis. Eind 1939 werden zowel vader Alban als zoon en dochter opgeroepen om dienst te nemen in het leger. Tijdens de oorlog overleden de vader en de moeder van Patrick en in 1945 keerden Patrick en Babs terug in de Homewood. Babs trouwde al snel en verhuisde. Patrick bleef altijd zelf in het huis wonen.
Na de Tweede Wereldoorlog werd personeel haast onbetaalbaar en Patrick reorganiseerde het huis. Zo verplaatste hij het zwembad en de bijbehorende ontspanningsruimte van het dak naar de tuin. In de loop der jaren werd het huis door Patrick herhaaldelijk op verschillende punten aangepast aan de eisen des tijds.

## Invloeden
Homewood was het eerste huis dat Gwynne ontwierp en het huis bleef altijd zijn favoriet. Het ontwerp laat invloeden zien van Le Corbusier en Mies van der Rohe, de grondleggers van de moderne functionalistische architectuur die op het vasteland van Europa al furore maakte rond 1920. Net als Le Corbusier en Frank Lloyd Wright voor hem, ontwierp Patrick alles met inbegrip van het meubilair en het terrein. Maar in tegenstelling tot Wright, ontwierp hij het terrein voor het huis in plaats van dat het huis ontworpen werd voor het terrein.

## Structuur en stijl
Het verhoogde huis met zijn slanke modernistische lijnen en industriële materialen, is ruimtelijk ingericht met speciaal voor de betreffende ruimte ontworpen en afgestemd meubilair. Het huis is ruim, functioneel en comfortabel ingericht.
Gwynne maakte gebruik van twee maten die in het hele ontwerp steeds terugkomen. Zo zijn alle verticale maten gebaseerd op de eenheid van 20 inch of een veelvoud daarvan. De villa werd ontworpen met de slaapkamers, sanitaire ruimten en kantoren aan de ene kant, de woonkamer en de keuken (Patrick was een goede kok en organiseerde regelmatig diners waarbij hij zelf kookte) in het middengedeelte en de gebruiksruimtes en kamers voor het personeel aan de andere kant. Onder de woning zijn de entree, de parkeerplaatsen en de buitenkeuken gesitueerd.

## Interieur
Het betonnen trappenhuis wordt verlicht door een groot in de vloer verzonken verlichtingsarmatuur. Het interieur van de woonkamer is voorzien van speciaal ontworpen en gesigneerd behang en innovaties zoals een uit de muur klappende bar, gemechaniseerde raamblinden van vloer tot plafond, voor meerdere doelen bruikbare bureaus, multifunctionele kasten (waarvan sommige met binnenverlichting), verborgen opbergruimten (b.v. een filmprojector voor de speciale filmvoorstellingen die Gwynne organiseerde) en slaapkamers met bijbehorende badkamers. Er waren oorspronkelijk vijf slaapkamers (later vier), met een neutrale kleurstelling variërend van crème of wit tot tinten van bruin, chocolade en zwart met een paar hemelsblauwe accenten. Verder is er een royale op maat gemaakte glazen kroonluchter op de overloop.

## Overdracht aan de National Trust
In 1993 knoopte Patrick onderhandelingen aan met de National Trust. Er werd contractueel overeengekomen dat Patrick tot zijn dood in het huis mocht blijven wonen en dat er na zijn overlijden altijd een gezin zal wonen. Ook moet het huis gedurende zes maanden per jaar voor een dag in de week voor het publiek geopend zijn.
Verder werd afgesproken dat de Trust een aantal reparaties en renovaties onder Patricks toezicht zou laten uitvoeren. De renovatie begon in 1999 en was afgerond op het moment van de dood van Patrick in mei 2003. In oktober 2007 werd het huis na vijf sollicitatieronden toegewezen aan David Scott, Louise Cavanagh en hun dochter Isabella. 

## Openingstijden
- Het huis en de tuin zijn van april tot oktober op elke oneven vrijdag en zaterdag open voor het publiek. De populaire rondleidingen met een gids vertrekken met een minibus vanuit de nabij gelegen Claremont landschapstuin. Telefonisch aanmelden (01372 476424) is noodzakelijk.

## Detail foto's

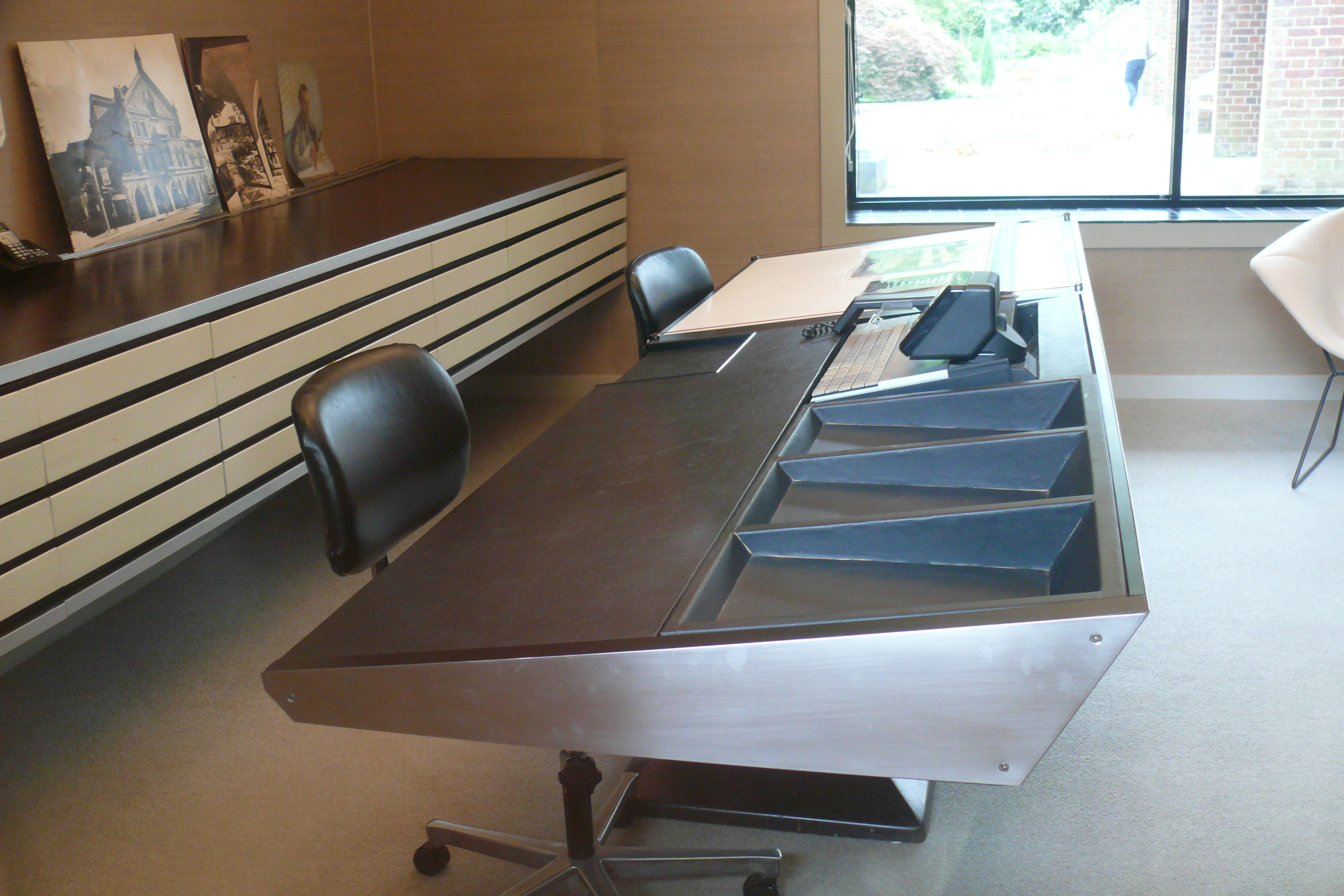
bureau van de architect
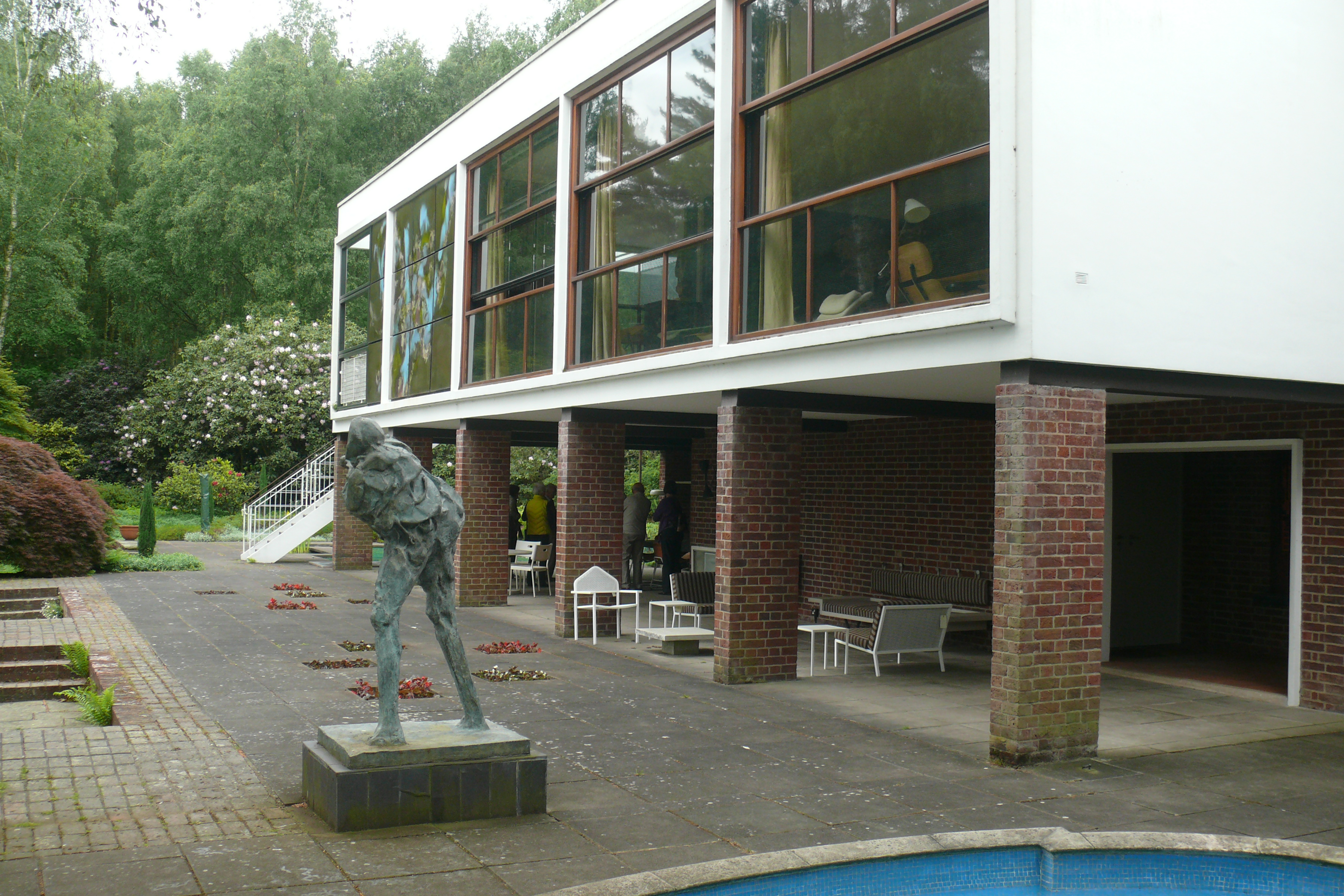
tuinzijde van het huis
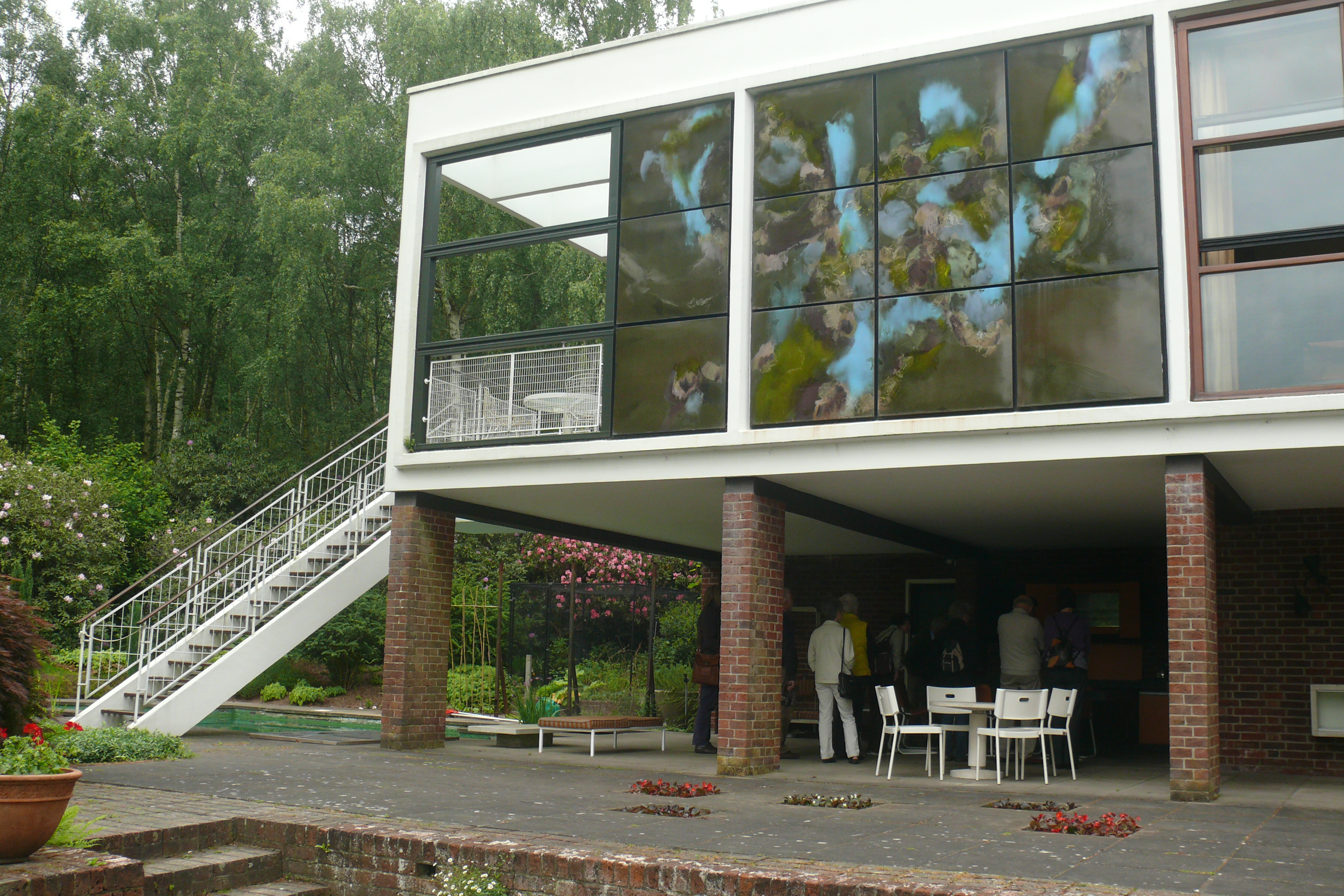
trap naar balcon naast de eetkamer
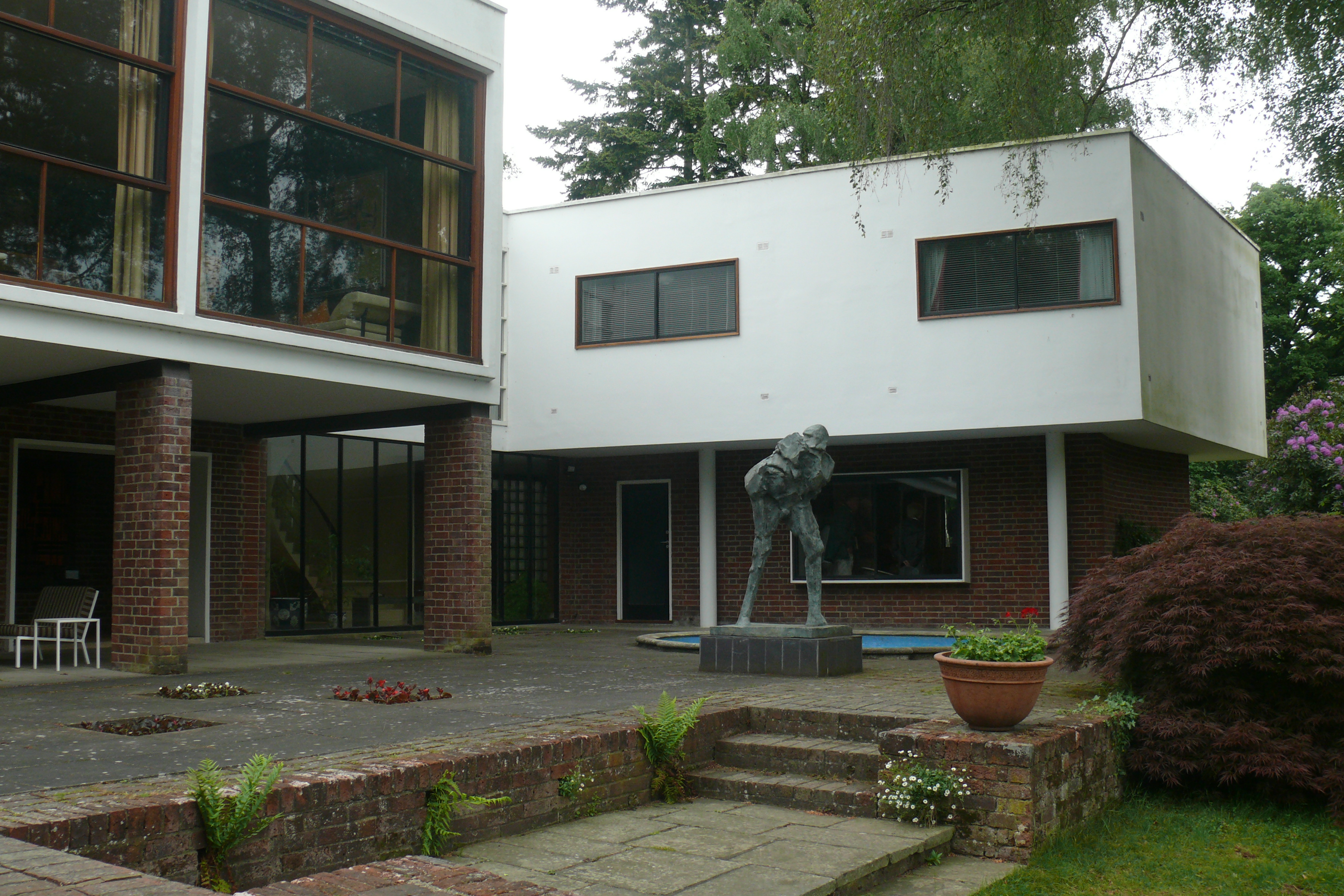
vleugel met boven de slaapkamers en onder het bureau
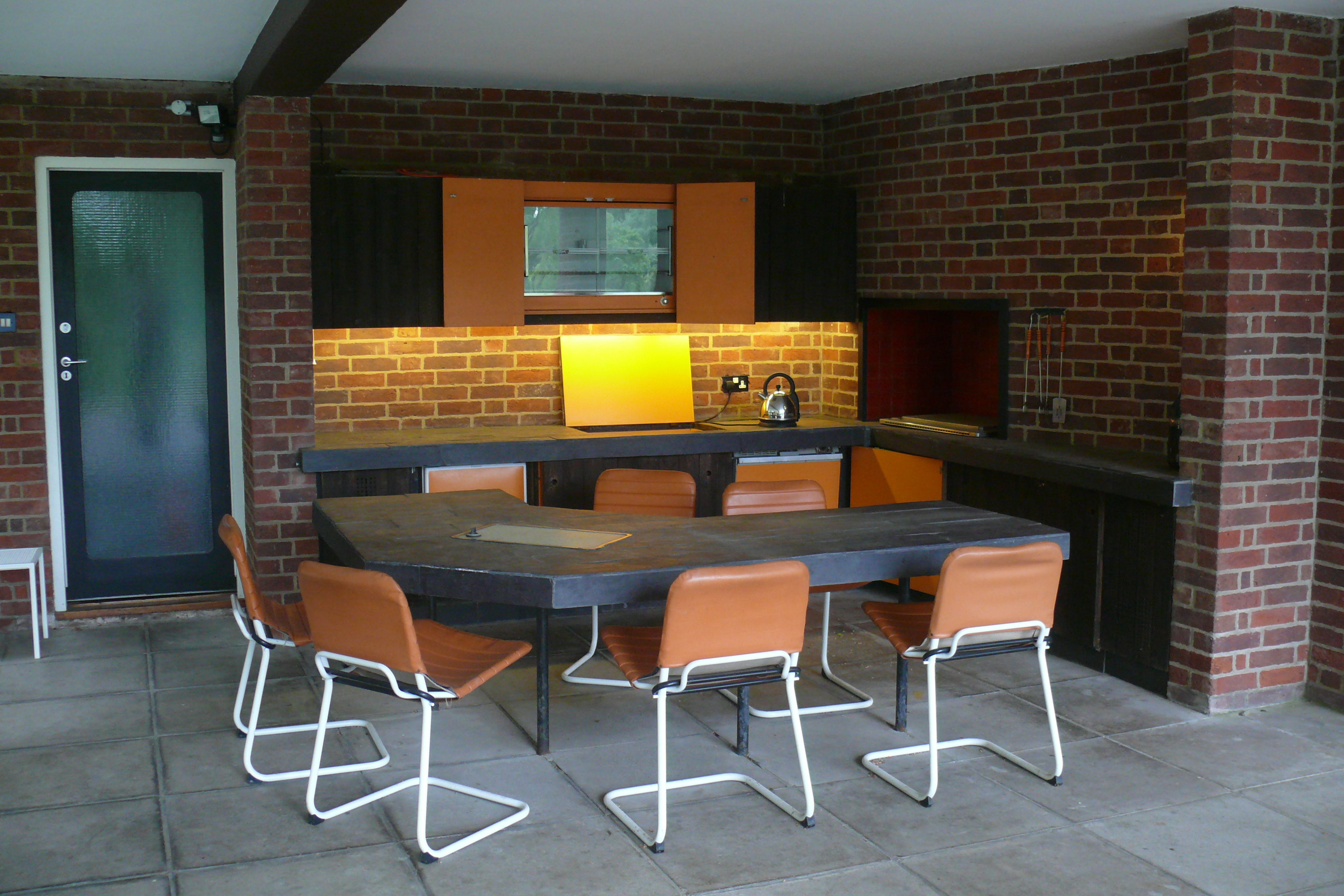
buitenkeuken onder het huis
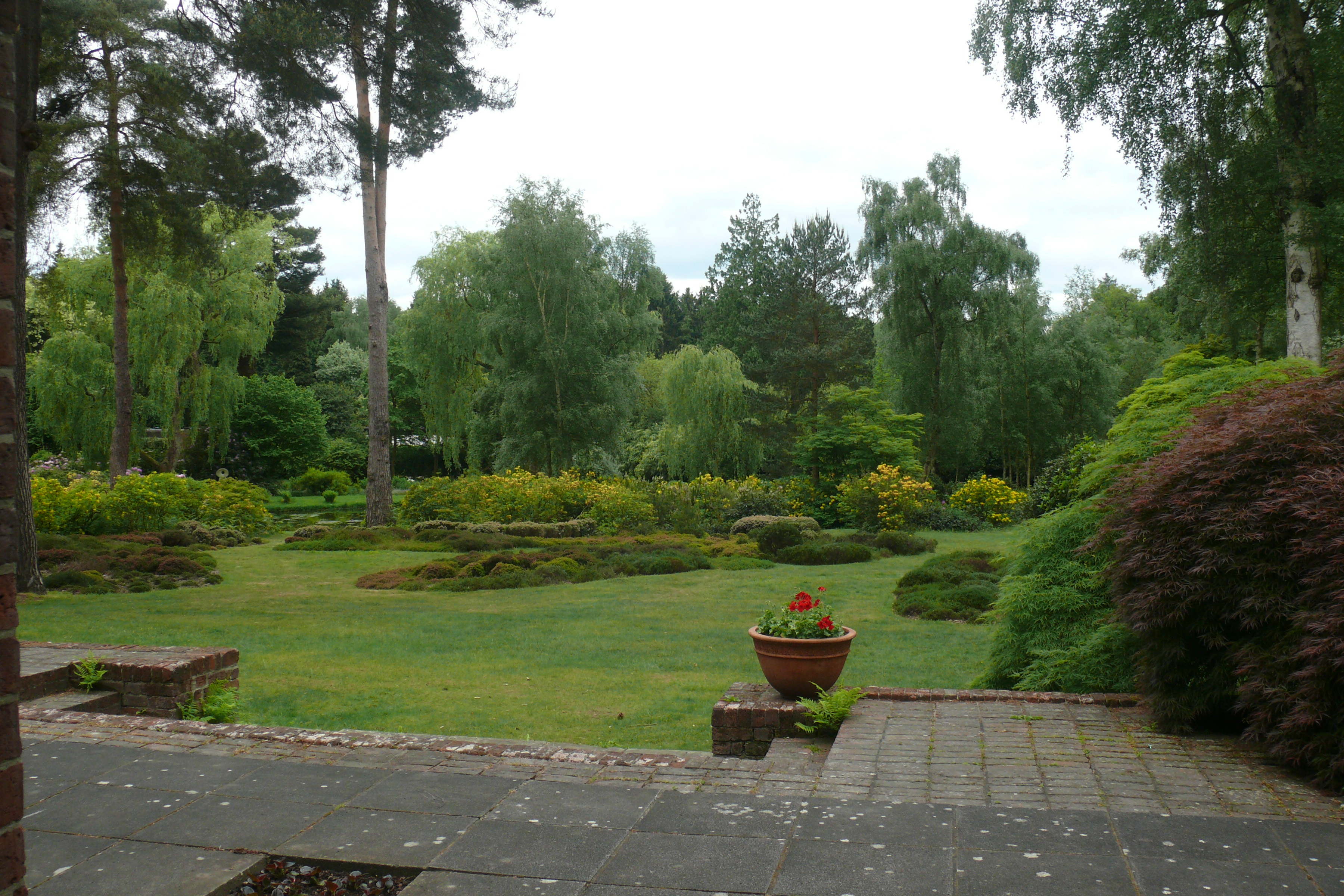
gezicht op de tuin
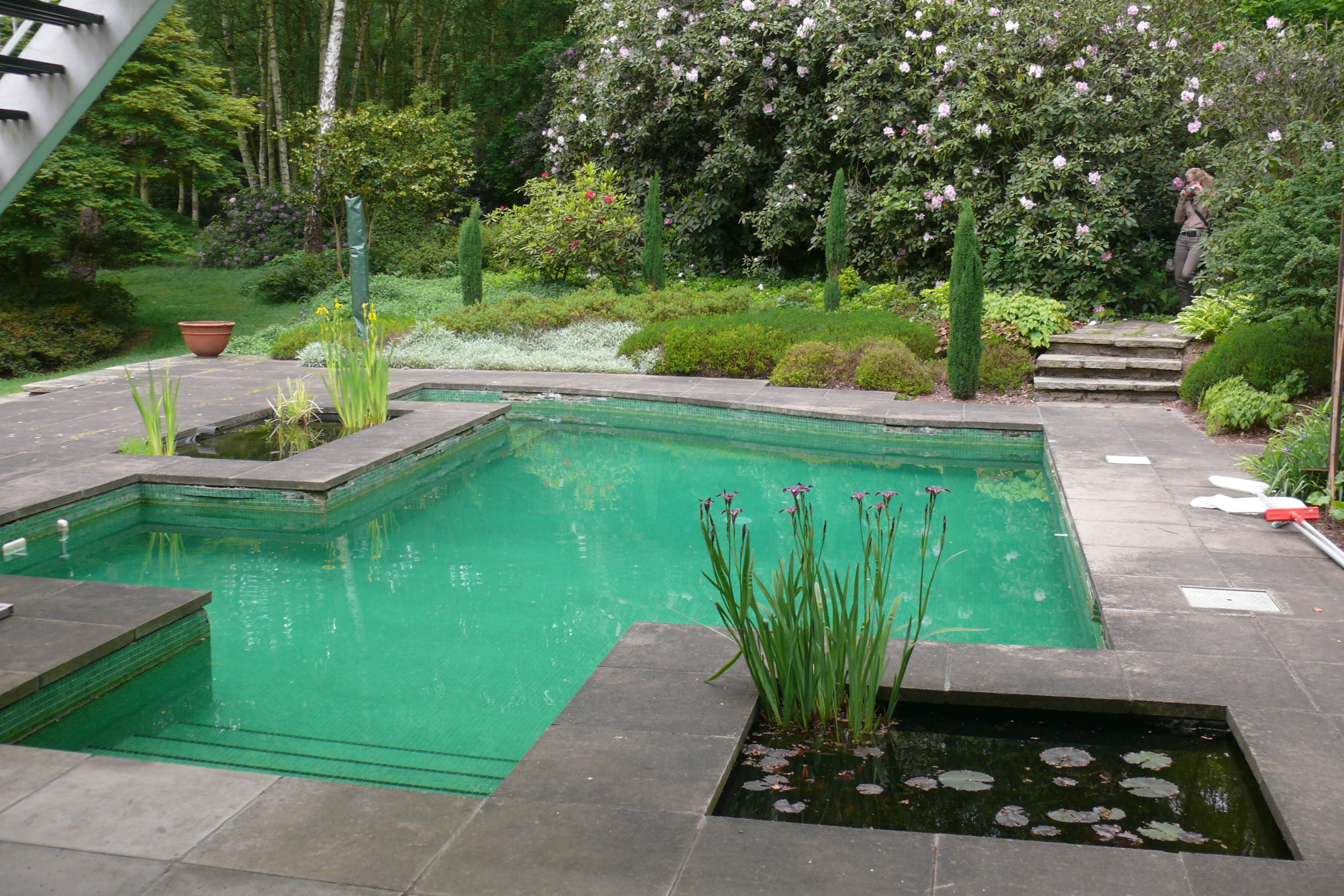
zwembad
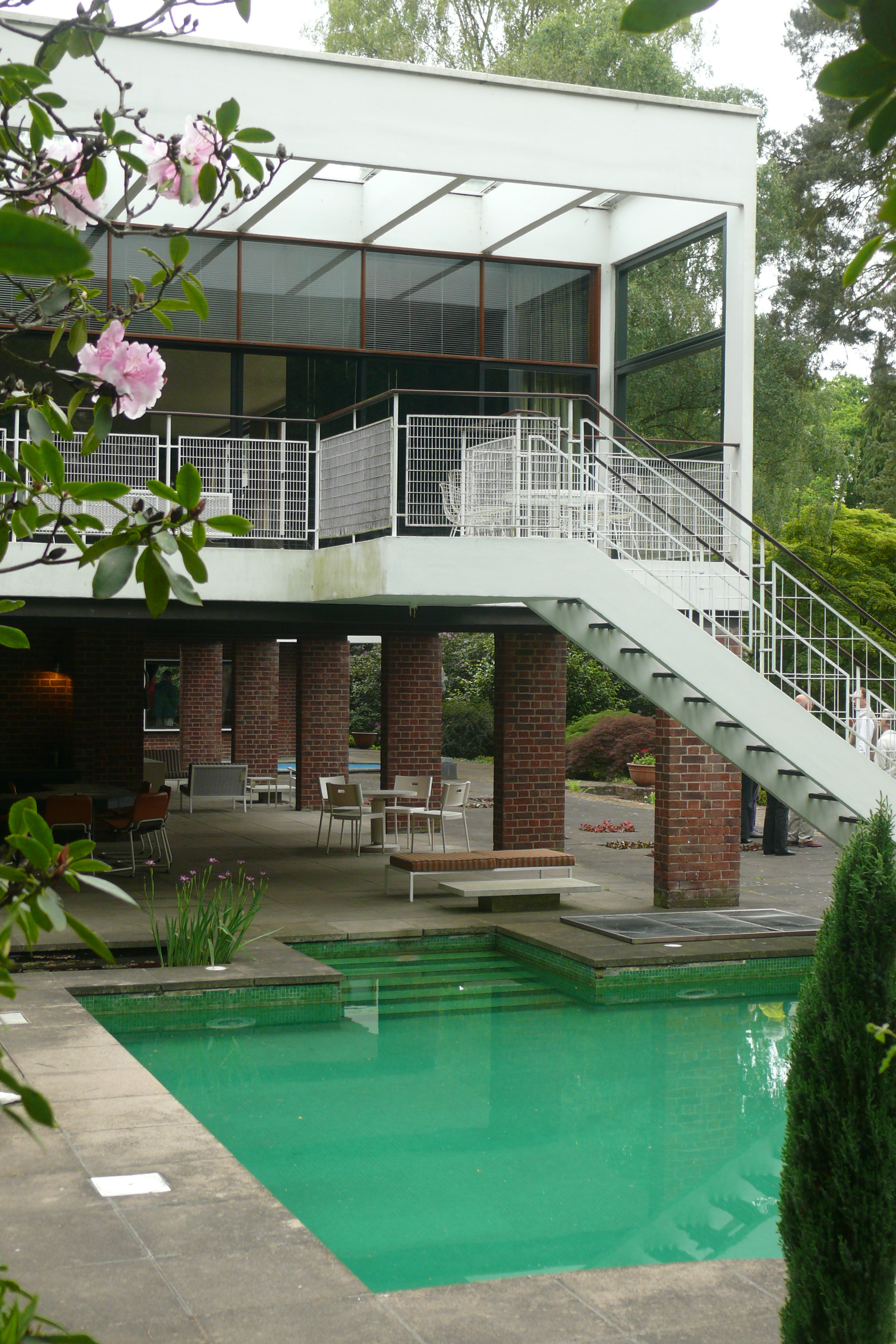
zwembad met trap naar het balcon
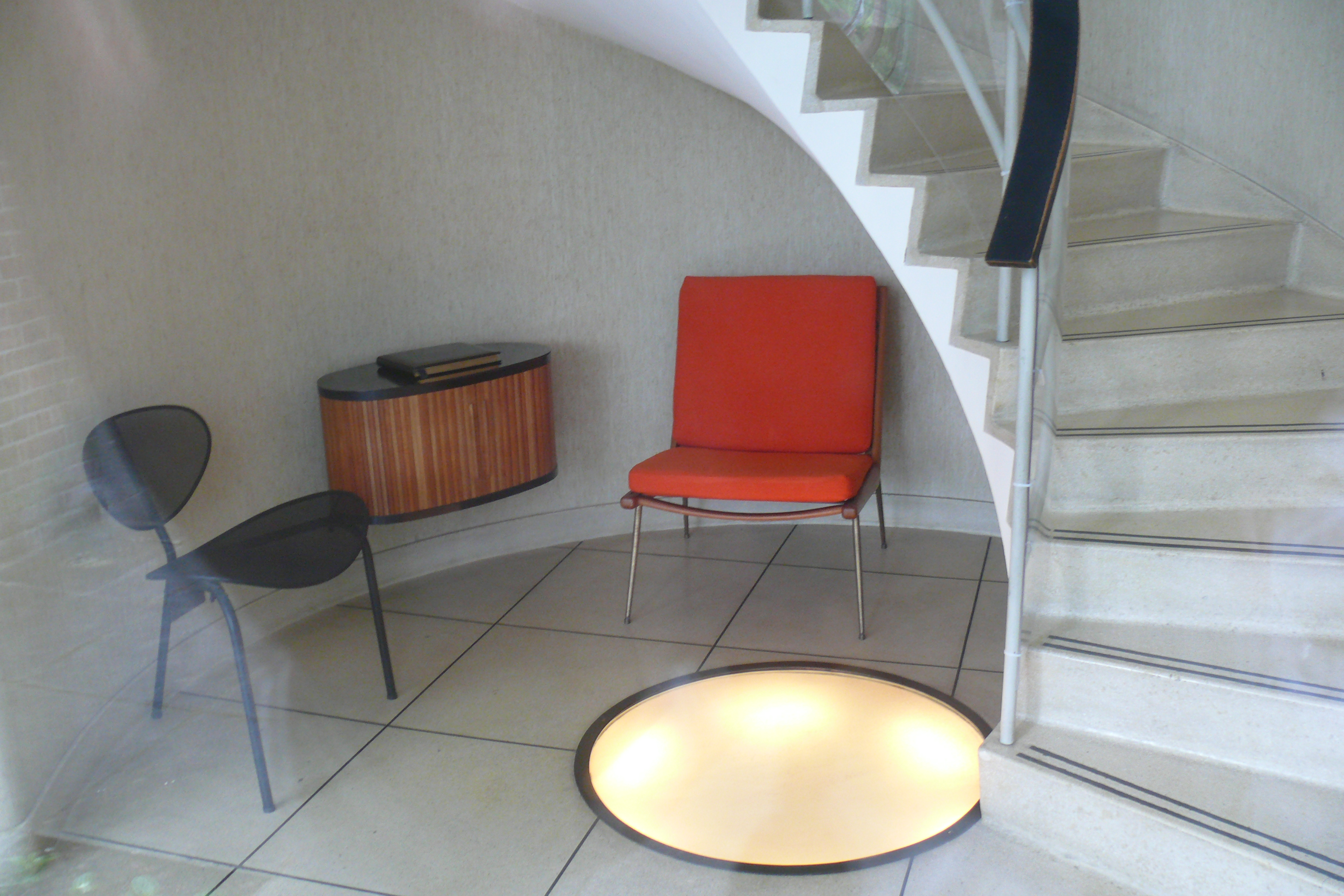
hal met wenteltrap en verlichting in de vloer
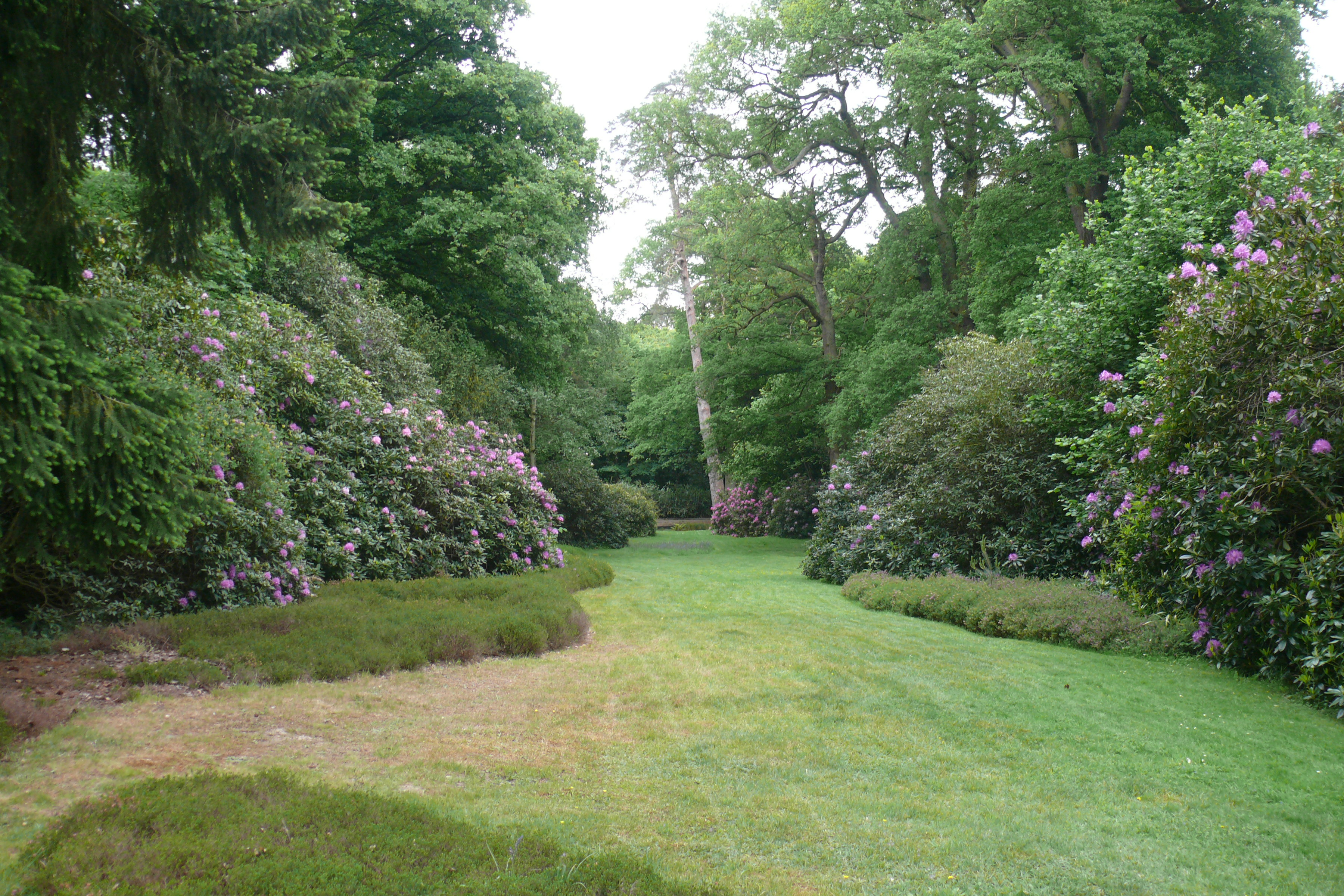
tuin met rhododendrons
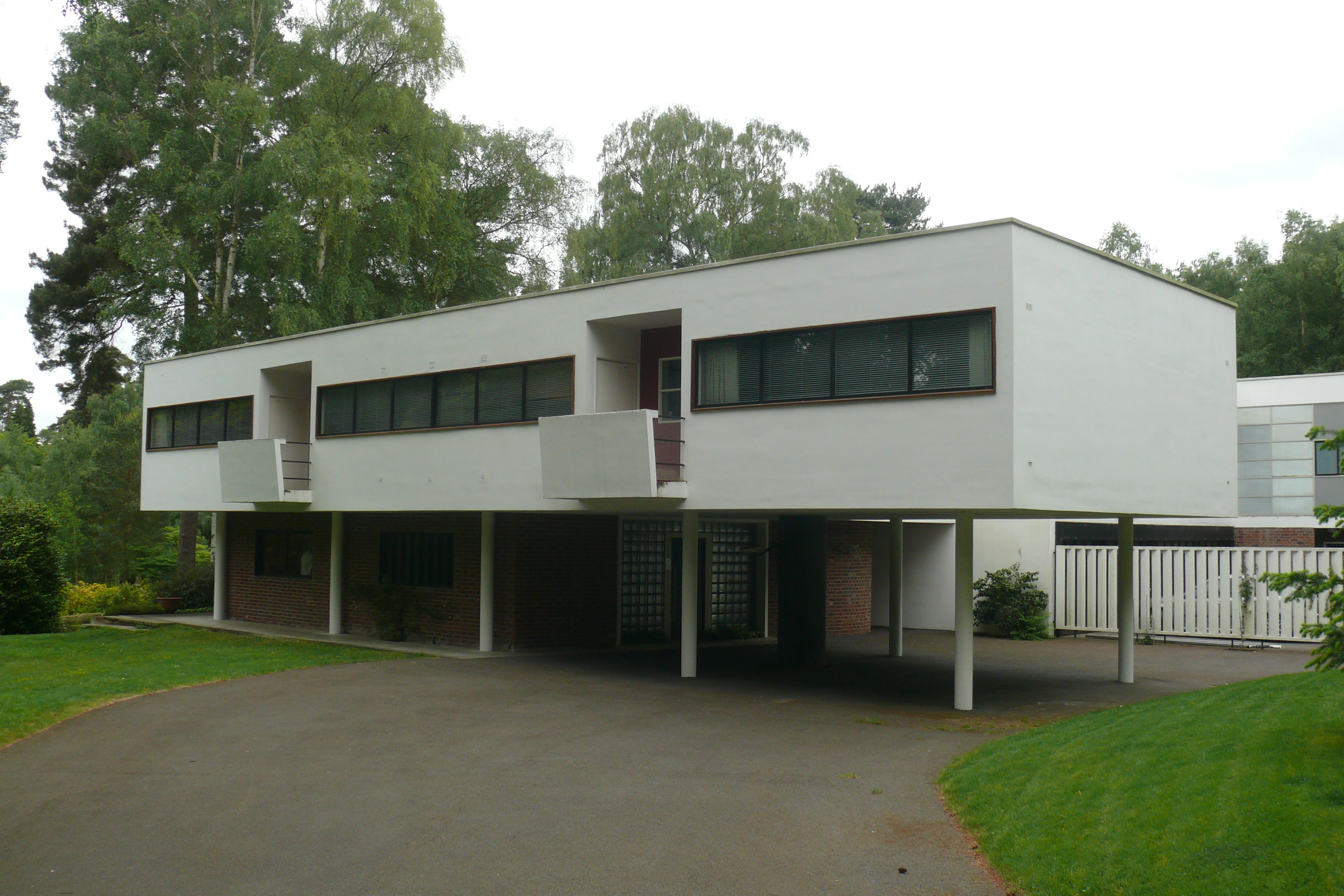
entree met onder het huis de parkeerplaatsen
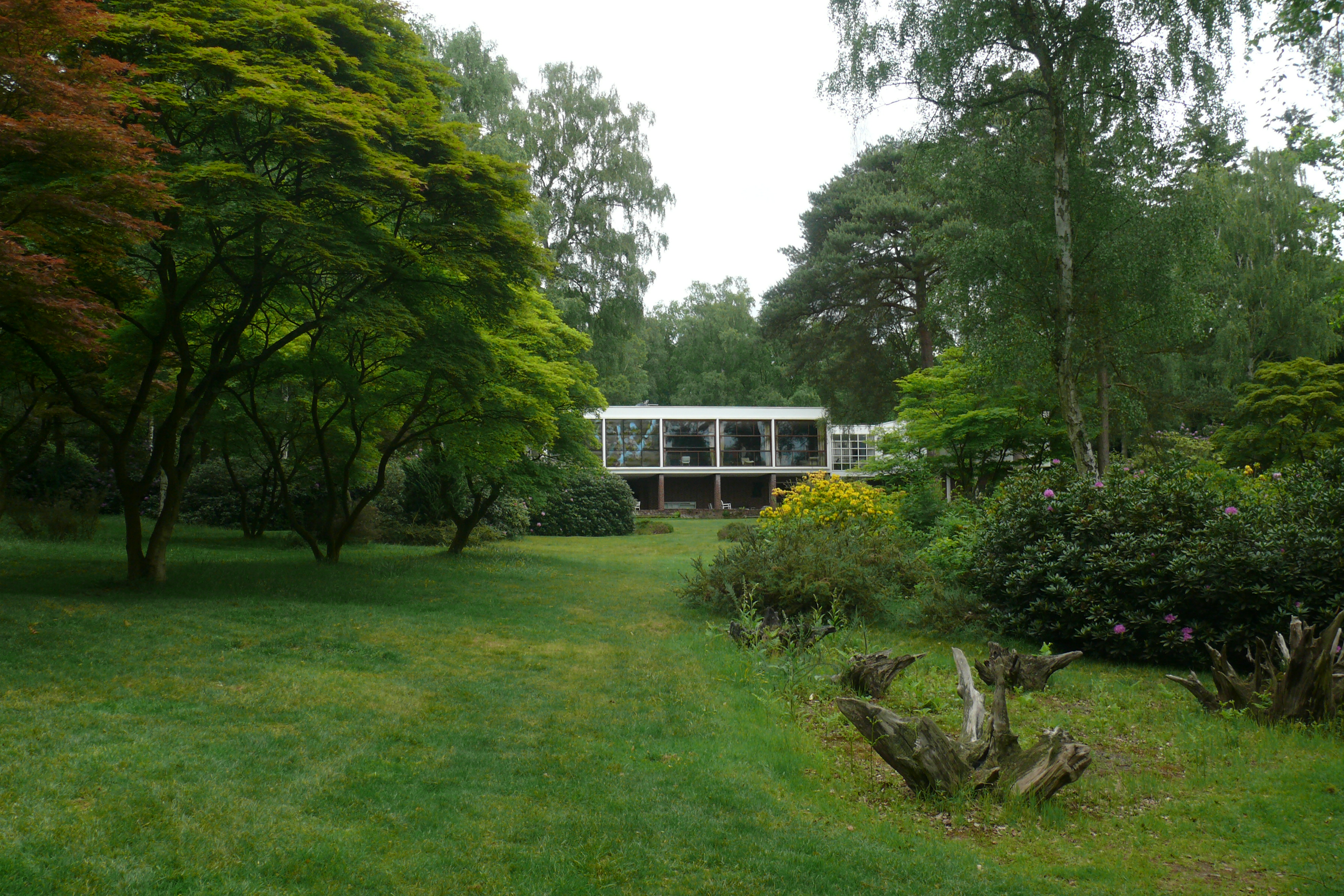
gezicht op het huis vanuit de tuin